# Frits Louer
Fredericus Joannes (Frits) Louer (Tilburg, 24 november 1931 – Oisterwijk, 29 november 2021) was een Nederlands voetballer. Hij speelde voor de Tilburgse clubs NOAD en Willem II en kwam drie keer uit voor het Nederlands elftal. 

## Loopbaan

### Beginjaren
Hij begon met voetbal als junior bij Ons Vios in Tilburg. Op zijn vijftiende meldde hij zich aan bij Longa, maar hij trok de overschrijving weer in omdat zijn familie zich verzette. Hij mocht wel naar NOAD maar moest een jaar wachten voordat hij daar speelgerechtigd was. 
Bij NOAD kwam hij als zestienjarige direct in het eerste elftal. Hij debuteerde als linksbuiten op 19 september 1948 uit tegen SV Kerkrade (1-2 zege). Halverwege de competitie stond NOAD in de middenmoot. De 2-1 winst in de stadsderby van 12 december 1948 op Longa, met twee treffers van Louer, bracht de ommekeer. Daarna volgden acht overwinningen op rij. Daardoor kon NOAD op 20 februari 1949, thuis tegen de grootste concurrent Eindhoven (2-1), het kampioenschap binnenhalen.
In de strijd om de landstitel had NOAD weinig in te brengen en eindigde op de zesde en laatste plaats. Voor de pas 17-jarige Louer was het een lang debuutseizoen. Hij speelde alle tien duels mee in de kampioenscompetitie.

### Honkvast
NOAD kon het kampioensjaar geen passend vervolg geven. De club speelde in de jaren erna een vrij anonieme rol in de Eerste klasse. Louer speelde zich in de kijker want hij werd in 1949 jeugdinternational. Drie jaar later bereikte hij al het Nederlands elftal. Ook na de invoering van het profvoetbal in 1954 bleef hij NOAD trouw. Via promotieduels plaatste de Tilburgse club zich in 1956 voor de nieuw gevormde Eredivisie. Louer was in het seizoen 1955/56 clubtopscorer. Hij vormde met Jan Rombout en Jo Walhout de as van het elftal.

### Nederlands elftal
Hij speelde drie vriendschappelijke interlands, van begin tot einde. Zijn debuut was op 15 november 1952 als vervanger van Abe Lenstra die geen linksbuiten wilde spelen. Het Nederlands elftal speelde met 2-2 gelijk in en tegen Engeland (amateurs). In de voorhoede speelde Louer samen met twee andere Brabanders: Rinus Bennaars en Jan van Roessel.
Op 19 en 30 mei 1954 trad Louer aan op bezoek bij Zweden (6-1 verlies) en Zwitserland (3-1 verlies). Tegen Zweden maakte hij zijn enige doelpunt als international.

### Rivaliteit
De rivaliteit was groot tussen de Tilburgse voetbalclubs. Arbeidersvereniging NOAD stond lange tijd in de schaduw van topclub Willem II. In het eerste Eredivisieseizoen waren de rollen omgedraaid. NOAD eindigde als twaalfde terwijl Willem II als nummer zeventien degradeerde. Twee jaar lang was NOAD de beste van de stad. Willem II kwam binnen een jaar terug op het hoogste niveau en herstelde de rangorde weer. NOAD, dat Jo Walhout was kwijtgeraakt aan Feijenoord, moest op zijn beurt degraderen in 1959. Ook NOAD kwam na een seizoen terug, maar niet voor lang. In 1961 deed de club opnieuw een stap terug. Dit was voor de 29-jarige Louer het moment om te vertrekken.  

### Willem II
De spraakmakende transfer naar Willem II viel niet goed bij de achterban van NOAD. Louer, die een papiergroothandel had in friteszakken en ander verpakkingsmaterialen, verloor veel klanten in de stad. ‘Toen ik naar Willem II ging, wilden de meesten niks meer met me te maken hebben. Ik mocht overal heen, behalve naar Willem II', vertelde hij in Vijftig jaar betaald voetbal, de complete geschiedenis. De overgang naar Willem II betekende voor hem een sportieve en financiële verbetering. NOAD had zijn topjaren achter de rug. Na het vertrek van de beste spelers daalde de club in 1962 af naar de Tweede divisie.  
In zijn eerste jaar eindigde Willem II als achtste in de Eredivisie. Een seizoen later liep het mis, Louer speelde meestal in het tweede elftal en degradatie volgde. Desondanks vierde hij met Willem II het winnen van de KNVB Beker. Op 23 juni 1963 klopten de Tilburgers in de finale ADO in eigen huis met 0-3. Louer zette met de 0-1 zijn club op het winnende spoor.

### Europa Cup
Willem II mocht door de bekerwinst in het seizoen 1963/64 deelnemen aan de Europa Cup II voor bekerwinnaars. Louer scoorde in de eerste wedstrijd op 25 september tegen Manchester United de openingsgoal. Het thuisduel, dat werd gespeeld in stadion De Kuip in Rotterdam, eindigde in 1-1. In de return op Old Trafford op 15 oktober leed Willem II een kansloze 6-1 nederlaag, onder meer door een hattrick van Denis Law.

### Afscheid
Na vier seizoenen nam hij in 1965 afscheid van Willem II. De uitwedstrijd tegen DHC op 4 april was zijn laatste als profvoetballer. Hij speelde daarna nog twee jaar bij amateurvereniging SvSSS in Udenhout.  
Hij was in 1960 naar Berkel-Enschot verhuisd waar hij een winkel in sportprijzen begon. Hij werd lid van Jong Brabant waar hij zich twintig jaar inzette voor de jeugd- en toernooicommissie. De club benoemde hem tot lid van verdienste.
Hij ontving in 2016, 62 jaar na zijn laatste interland, een persoonlijk Oranje-shirt met rugnummer 11 van de KNVB. Het was een verlaat eerbetoon want hij had geen enkel shirt of attribuut overgehouden aan zijn interlands. De tenues gingen in die tijd na afloop van de wedstrijd meteen in de wasmand, terug naar het bondskantoor in Zeist.
Frits Louer overleed op 90-jarige leeftijd in 2021.

## Clubstatistieken
| Seizoen | Club      | Land      | Competitie                   | Competitie | Competitie | Beker | Beker | Internationaal | Internationaal | Overig | Overig | Totaal | Totaal |
| Seizoen | Club      | Land      | Competitie                   | Wed.       | Dlp.       | Wed.  | Dlp.  | Wed.           | Dlp.           | Wed.   | Dlp.   | Wed.   | Dlp.   |
| ------- | --------- | --------- | ---------------------------- | ---------- | ---------- | ----- | ----- | -------------- | -------------- | ------ | ------ | ------ | ------ |
| 1948/49 | NOAD      | Nederland | Eerste klasse Zuid II        | 18         | 5          | –     | 0     | 0              | 0              | 10     | 0      | 28     | 5      |
| 1949/50 | NOAD      | Nederland | Eerste klasse Zuid I         | 18         | 4          | –     | 0     | 0              | 0              | 0      | 0      | 18     | 4      |
| 1950/51 | NOAD      | Nederland | Eerste klasse D              | 17         | 6          | –     | 0     | 0              | 0              | 0      | 0      | 17     | 6      |
| 1951/52 | NOAD      | Nederland | Eerste klasse D              | 23         | 12         | –     | 0     | 0              | 0              | 0      | 0      | 23     | 12     |
| 1952/53 | NOAD      | Nederland | Eerste klasse D              | 22         | 9          | –     | 0     | 0              | 0              | 0      | 0      | 22     | 9      |
| 1953/54 | NOAD      | Nederland | Eerste klasse D              | 21         | 10         | –     | 0     | 0              | 0              | 0      | 0      | 21     | 10     |
| 1954/55 | NOAD      | Nederland | Eerste klasse D (afgebroken) | 8          | 5          | –     | –     | 0              | 0              | 0      | 0      | 8      | 5      |
| 1954/55 | NOAD      | Nederland | Eerste klasse C              | 25         | 9          | –     | –     | 0              | 0              | 0      | 0      | 25     | 9      |
| 1955/56 | NOAD      | Nederland | Hoofdklasse A                | 34         | 13         | –     | –     | 0              | 0              | 4      | 4      | 37     | 16     |
| 1956/57 | NOAD      | Nederland | Eredivisie                   | 34         | 10         | 2     | 0     | 0              | 0              | 0      | 0      | 36     | 10     |
| 1957/58 | NOAD      | Nederland | Eredivisie                   | 34         | 7          | 3     | 1     | 0              | 0              | 0      | 0      | 37     | 8      |
| 1958/59 | NOAD      | Nederland | Eredivisie                   | 34         | 11         | 2     | 1     | 0              | 0              | 0      | 0      | 36     | 12     |
| 1959/60 | NOAD      | Nederland | Eerste divisie A             | 30         | 15         | –     | 0     | 0              | 0              | 0      | 0      | 30     | 15     |
| 1960/61 | NOAD      | Nederland | Eredivisie                   | 32         | 6          | 3     | 1     | 0              | 0              | 0      | 0      | 35     | 7      |
| 1961/62 | Willem II | Nederland | Eredivisie                   | 30         | 6          | 2     | 0     | 0              | 0              | 0      | 0      | 32     | 6      |
| 1962/63 | Willem II | Nederland | Eredivisie                   | 7          | 1          | 3     | 1     | 0              | 0              | 0      | 0      | 10     | 2      |
| 1963/64 | Willem II | Nederland | Eerste divisie               | 30         | 16         | 2     | 0     | 2              | 1              | 0      | 0      | 34     | 17     |
| 1964/65 | Willem II | Nederland | Eerste divisie               | 13         | 4          | 1     | 0     | 0              | 0              | 0      | 0      | 14     | 4      |
| Totaal  | Totaal    | Totaal    | Totaal                       | 430        | 149        | 18    | 4     | 2              | 1              | 14     | 4      | 464    | 158    |